# Falkenrehde
Falkenrehde ist ein Ortsteil der Stadt Ketzin/Havel im Landkreis Havelland im Land Brandenburg. Im Mittelalter entwickelte sich aus dem Westteil von Leest zunächst Falkenrehde, der östliche Teil ging später in Falkenrehde auf. Das ebenfalls mittelalterliche Stolp wurde in der Neuzeit als Neu Falkenrehde neu gegründet.

## Geografie

### Geografische Lage
Von Falkenrehde bis zur Kernstadt Ketzin sind es zirka 5,5 km in Richtung Westen. Unmittelbar südöstlich beginnt bereits die Landeshauptstadt Potsdam. Der Havelkanal markiert im Osten und Süden in etwa die Gemarkungsgrenze.

### Ortsgliederung
Das Ortsgebiet besteht neben Falkenrehde aus dem:
- Wohnplatz/Gemeindeteil Neu Falkenrehde. Das Straßendorf erstreckt sich etwa 2 km westlich des Hauptortes.

### Nachbarortschaften
| Etzin, Wüstung Knoblauch | Buchow-Karpzow     |        |
| Ketzin                   | Nachbarortschaften |        |
| Paretzhof                |                    | Paaren |

### Geologie
Die Ortschaft nutzt einen Ausläufer der Nauener Platte entlang der Wublitz-Rinne.

### Gewässer
Falkenrehde lag ursprünglich an der Wublitz. Der Fluss erweiterte sich hier zum Wublitzsee. Dessen Ufer reichte bis an die Dorfgärten heran. Ein Ölgemälde aus der Zeit um 1680 aus dem Potsdam Museum hielt den Zustand fest. In den 1770er Jahren wurde als Verbindung zum Fahrlander See der Satzkornsche Graben gestochen. Dies bewirkte eine Verlandung des hiesigen Gewässerteils. Durch den Bau des Havelkanals 1952 verschwand der Rest des Wublitzsees weitgehend.

### Pflanzen- und Tierwelt
Die tiefgründigen Lehmböden der Nauener Platte um Falkenrehde bestocken natürlicherweise Linden-Traubeneichen-Wälder. Die dortigen Ackerflächen bieten Lebensraum für Gartenspitzmaus und Feldhamster (Stand 1992). Die Bestände gehen durch die Industrialisierung der Landwirtschaft zurück. Gänzlich andere Biotope bietet die Bruchlandschaft der Falkenrehder Wiesen am Havelkanal.
Das Naturschutzgebiet Falkenrehder Wublitz war einst ein Teil des Wublitz-Laufs.

## Geschichte

### Herkunft der Ortsnamen
Falkenrehde bedeutete vielleicht ‚Ort, an dem Falken abgerichtet werden‘ von mittelniederdeutsch reden ‚vorbereiten, fertig machen‘.
Leest kam aus dem Slawischen und ließ sich mit ,Gebüsch aus Haselsträuchern‘ übersetzen.
Mit Stolp(e) wurden mehrere Ortschaften in Brandenburg-Berlin und darüber hinaus benannt. Abgeleitet vom slawischen Wort für ‚Pfahl, Pfosten‘ stand der Ortsname meist für eine ‚mit Pfählen befestigte Siedlung‘. Eine andere Deutung sprach von Stecken im Sinn von Fischfangeinrichtung.

### Von der Steinzeit bis zur Neuzeit

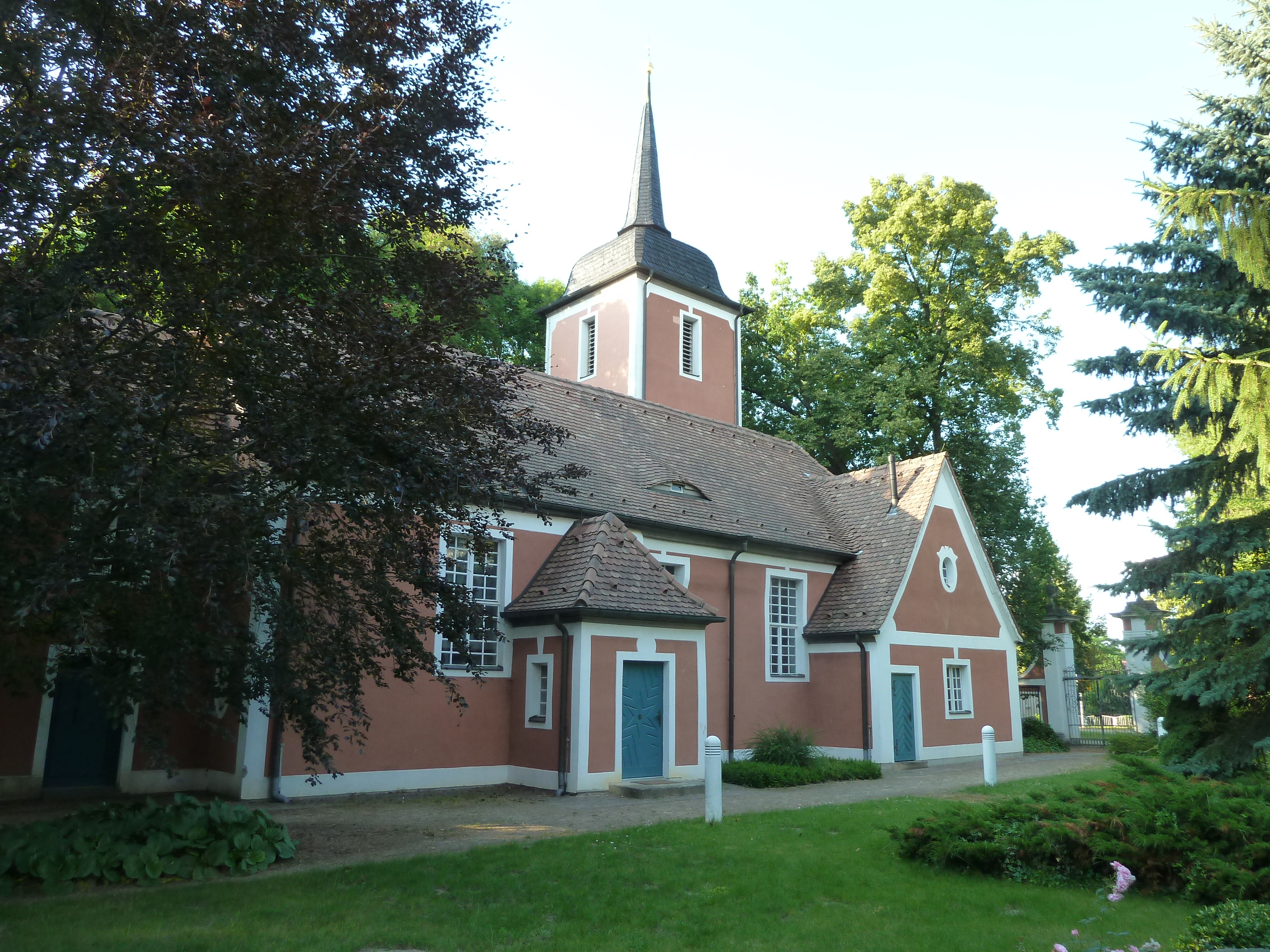
Dorfkirche Falkenrehde

Archäologische Funde lagen seit der Mittelsteinzeit vor, darunter eine Tasse der Trichterbecherkultur (um 3000 v. u. Z.) und germanische Urnengräber (3./4. Jahrhundert). Während der slawischen Zeit bestanden ab dem 9./10. Jahrhundert zwei Siedlungen. Sie lagen nah beieinander, lediglich getrennt durch einen Wublitz-Arm. Zumindest die östliche davon hieß Leest, eher sogar beide.
Die Phase des hochmittelalterlichen Landesausbaus währte im Havelland etwa ein Jahrhundert lang von 1150 bis 1250. Im Rahmen der Deutschen Ostsiedlung schufen angestammte Elbslawen und deutsche Einwanderer gemeinsam das im Wesentlichen bis heute bestehende Siedlungsnetz. Dabei wurde (West-)Leest in ein Dorf mit Gewannflur ausgebaut und erhielt den Namen Falkenrehde. Im Osten verließ der alte Weg nach Uetz die Gemarkung, heute durch den Havelkanal unterbrochen. An dieser Stelle verwies der Flurname Schanzdamm auf eine kleine Warte aus der Zeit der deutschen Landnahme. Der Turmhügel wurde für den Wegebau abgetragen. Womöglich in derselben Phase erhielt das Kloster Jerichow das Patronat über die Dorfkirche Falkenrehde.
Das heutige Neu Falkenrehde hinterließ 1197 die erste schriftliche Nachricht. In diesem Jahr schenkte Otto II., Markgraf von Brandenburg (1184–1205) dem Domkapitel Brandenburg u. a. Stulp. Das Dorf Stolp wurde 1260 noch einmal erwähnt. Im weiteren Verlauf des 13. Jahrhunderts fiel es vermutlich wüst.
Als Personennamen erschienen 1240 ein Arnoldi de Valkenrede und 1282 dominus… de Valkenrede. Die erste urkundliche Erwähnung von Valkenrede selbst datierte auf 1370 (CDB, Hauptteil A, Band VIII, Urkunde CCLXXXI, S. 291). In jenem Jahr verzichtete Matthias von Bredow auf seinen hiesigen Besitz. Die Ortschronisten legten die Gründung kurzerhand auf 1180. Das willkürliche Festlegen eines Datums für das Ortsjubiläum kam auch Anderswo vor, beispielsweise in Bergholz-Rehbrücke (1228 statt 1375) oder Neuenhagen bei Berlin (1230 statt 1367).
Das Landbuch Kaiser Karls IV. von 1375 enthielt alle drei Siedlungen direkt hintereinander. Zu Falkenrehde hieß es:

„Falkenreyde sunt 38 mansi, quorum pleanus habet 5, prefectus 4, Hennigh Sevelt 3 mansos ad curium suam. Ad pactum solvit quilibet 1⁄2 chorum siliginis, 1⁄2 avene et non ordei. Censum non solvunt. Ad precariam 5 solidos denariorum, 1⁄2 modium siliginis, 1⁄2 modium ordei, 1⁄2 modium avene exceptis 3 mansis, qui non dant nisi pactum.
Cossati sunt 8, quorum unus solvit 13 pullos, alius 10 pullos, unus 20, alius 15, alius 20 pullos. idem 13 pullos. Dyreken [dicit], quod habet aliquid in precaria, sed Kothe advocatus dicit, quod spectat ad dominum marchionem.
Taberna dat 1 talentum et 15 pullos prefecto. Dyreken habet in pactu 8 frusta et 6 modios. Mertin Kartzow, civis in Spandow, 1 chorum siliginis, habet in pignore a filio Johannis Bart. Uxor Buschow 1 chorum siliginis, 11⁄2 avene, 15 solidos, quos advocatus dicit esse marchionis, et 11⁄2 modium siliginis, 2 ordei, 3 avene ad dotalicium a marchione in pheudum.
Ecclesia habet 3 modios sliginis, 3 avene et 6 denarios et 6 libras cere. Relicta Coppen Litzen habet 21⁄2 choros siliginis, 11⁄2 chorum avene a marchione. Herman et Frittze Bardeleven habent 11⁄2 chorum siliginis, 11⁄2 chorum avene precariam super 5 mansos; Clawes Slaberstorp 1⁄2 chorum avene. Alius Slaberstorp habet 6 modios; Rybbeke 6 modios. Supremum iudicium habet dominus marchio et servicium curruum et precariam super 6 mansos. Duo schabini, qui dicuntur lantschepen, spectant ad dominum marchionem.“

In Falkenrehde sind 38 Hufen, davon hat der Pfarrer 5 (Wedemhof) und der Lehnschulze 4. Hennig Seefeld hat 3 Hufen zu seinem Ritterhof. An Pacht zahlt jede [abgabenpflichtige Hufe] 1⁄2 Wispel Roggen, 1⁄2 Wispel Hafer und keine Gerste. Zins wird nicht gezahlt. Für die Bede sind 5 Schilling an Pfennig, je 1⁄2 Scheffel Roggen, Gerste und Hafer zu geben, ausgenommen 3 Hufen, die aber Pacht geben.
Kossäten sind 8, jeweils 1 von ihnen zahlt 13, 10, 20, 15 oder 20 Hühner, die anderen 13 Hühner. Diereke sagt, er hat im Wesentlichen die Bede, aber Vogt Kothe sagt – es gehört dem Markgrafen.
Der Krug gibt 1 Pfennig und 15 Hühner dem Dorfschulzen. Diereke hat an Pacht 8 Zählstücke und 6 Scheffel, Merten Karcho, Bürger in Spandau hat 1 Wispel Roggen als Pfand vom Sohn Johannes Barts. Die Ehefrau Buschows hat 1 Wispel Roggen, 11⁄2 Wispel Hafer und 15 Schilling, wovon der Vogt sagt – es ist seinem Markgrafen, sowie 11⁄2 Scheffel Roggen, 2 Scheffel Gerste und 3 Scheffel Hafer als Wittum vom Markgrafen als Lehen.
Die Dorfkirche hat je 3 Scheffel Roggen und Hafer sowie 6 Pfennig und 6 Pfund Bienenwachs. Die Witwe von Koppe Litzen hat 21⁄2 Wispel Roggen, 11⁄2 Wispel Hafer vom Markgrafen. Hermann und Fritz von Bardeleben haben 11⁄2 Wispel Rogen und 1⁄2 Wispel Hafer, die Bede über 5 Hufen. Klaus von Schlabrendorff hat 1⁄2 Wispel Hafer. Ein anderer von Schlabrendorff hat 6 Scheffel und von Ribbeck 6 Scheffel. Das Obergericht, den Wagendienst und die Bede über 6 Hufen hat der Markgraf. 2 Schöffen, genanntLandschöffen, dienen dem Markgrafen.
(Ost-)Leest kam im Dorfverzeichnis und -register (siehe im Kapitel Ein Kietz in Falkenrehde?) das erste und letzte Mal urkundlich vor. Nach 1375 verschwand der Ortsname Leest aus den Schriftquellen. Zu einem unbekannten Zeitpunkt siedelten die Einwohner in den Nachbarort über. Bis ins 17. Jahrhundert beschrieb der Flurname auf dem Leest Falkenrehder Höfe.
Der knappe Eintrag für das spätere Neu Falkenrehde lautete:

„Stolp est curia, solet dare Ottoni Bart 17 frusta, sed est desertum, tenetur ad servicium.“

Stolp ist ein Hof, [er] gibt nach alter Gewohnheit 17 Zählstücke, ist aber wüst, [Bart ist] zum Dienst verpflichtet.
Eine Urkunde von 1429 schrieb dem Hof zu Stalp 10 Hufen zu. Vermutlich wurden sie nicht bestellt und entsprachen dem ursprünglichen Hufenland. 1513 bewirtschafteten von Diereke und Vollbauern die Felder von Falkenrehde aus. Laut dem Protokoll der Generalvisitation von 1541 erhielt der Ketziner Pfarrer dafür 40 Scheffel Roggen und Gerste.

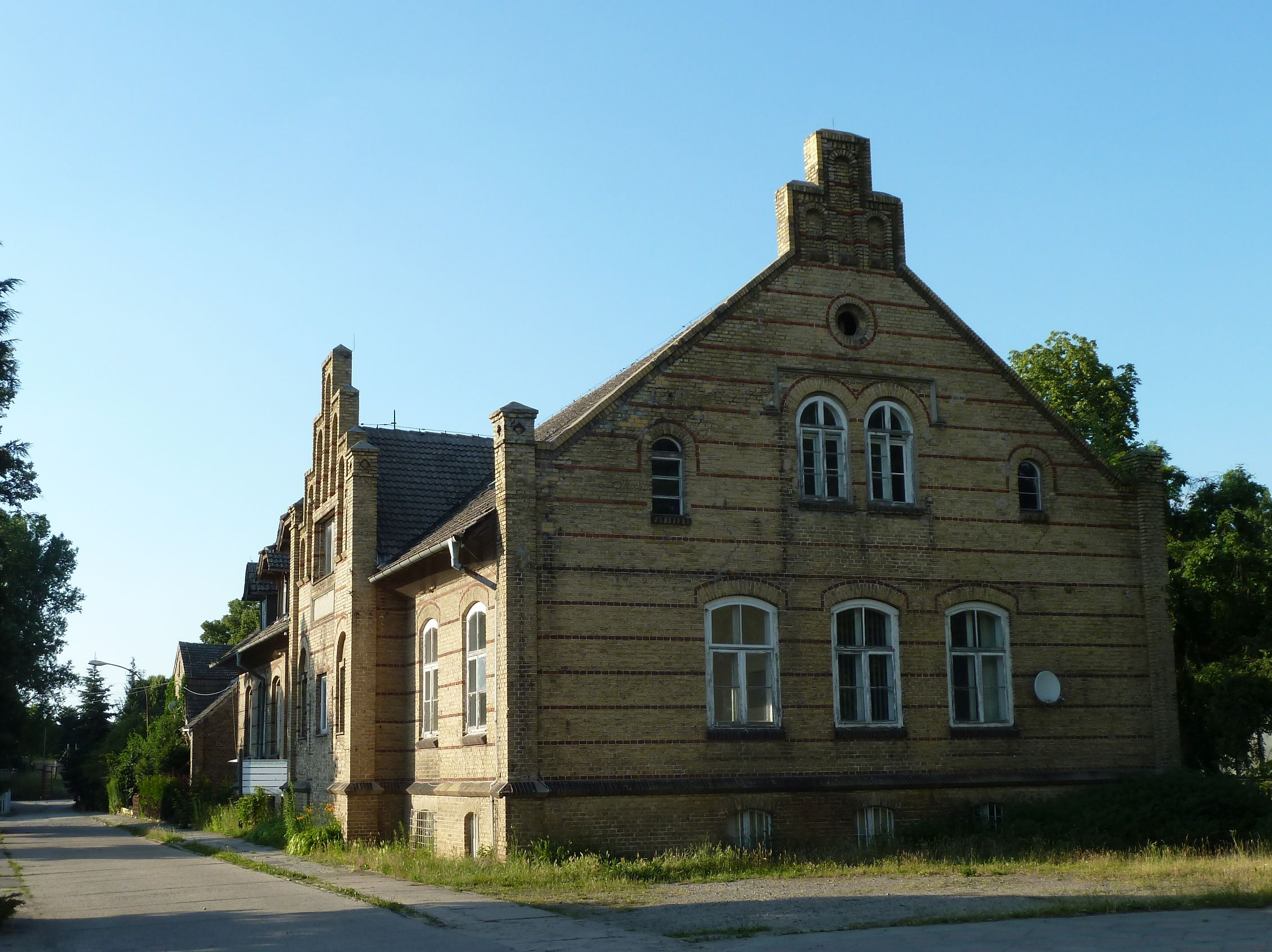
Gutshaus Falkenrehde

Als grundherrliche Wohnhöfe erschienen 1429 die der von Diereke und 1441 die der von Bardeleben. Das Schossregister von 1450 wies beide mit 1 Hufe aus (wuchsen später an). Außerdem bewirtschafteten sie die 12 Hufen von Leest. Diese Feldflur wurde noch 1480 gesondert ausgewiesen, die von Stolp hingegen ab Mitte des 15. Jahrhunderts Falkenrehde vollständig zugeschlagen. Vor 1471 entstand ein dem Kloster Jerichow gehörender Hof, der im genannten Jahr ans Stift auf dem Harlunger Berg überging. Jener und der Bardelebensche wechselten mehrfach den Besitzer, bevor sie 1644 bzw. 1668 in Ersterem aufgingen. Zuvor erlebte das verbleibende Rittergut im Dreißigjährigen Krieg 1637 und in den folgenden Jahren mehrfache Besitzerwechsel.
1639/40 erwarb der Handelsmann Christoph Fritze aus Spandau von den Vormündern des Matthias Albrecht von Diericke die eine Hälfte des Gutes, die er an seine Töchter Eleonore, die Christian Weiler heiratete, und Sophie, die Ernst Weiler heiratete, übertrug. 1644 erwarb Fritze auch die andere Hälfte, die er seinem dritten Schwiegersohn, Sebastian Striepe d. J., überließ. 1677/78 gelangten beide Hälften von Falkenrehde in den Besitz an Sophie Weiler. Ernst von Weiler, der Schöpfer der brandenburgischen Artillerie verstarb 1693 als Generalmajor. Der Sohn von Sophie und Ernst Weiler, Christian Ernst von Weiler, wurde 1694 mit Falkenrehde belehnt. Dessen Töchter verkauften das Rittergut 1733/1735 für 70.000 Taler an Friedrich Wilhelm I.  Der König in Preußen übertrug den Besitz dem Magistrat von Potsdam als Kämmereigut.
1677 übernahm Freiherr von Blumenthal zu Paretz die Hufen von Leest und Stolp.
Zu dieser Zeit bestand das Straßendorf auf der Wasserseite aus dem Gutshof, dem Schulzenhof und neun weiteren bäuerlichen Gehöften. Auf der Kirchseite standen die aus vier eingezogenen Kossätenhöfen hervorgegangene Schäferei, vier übrig gebliebene Kossätenhöfe, die Schmiede und das Hirtenhaus. Um 1700 betrug der Schätzwert des Ritterguts Falkenrehde 21.000 Taler. 1797 gingen die Stolper und Leester Feldflur an die Hohenzollern über.
Friedrich Wilhelm I. bezahlte 1733/1735 für das Rittergut 70.000 Taler. Der König in Preußen übertrug den Besitz dem Magistrat von Potsdam als Kämmereigut. Wegen Unwirtschaftlichkeit verkaufte die Stadt es 1803 für 150.000 Taler ans Herrscherhaus zurück. 1806 und 1809 wüteten Dorfbrände. Friedrich Wilhelm III. ließ 1811 die Separation durchführen und elf Kossätenhöfe auf der Stolper Feldflur anlegen. Sieben davon entstanden nördlich der Ketziner Straße als Neu Falkenrehde. Nach dem späteren Erwerb durch das königliche Schatullgut und die Baumschule Späth wurden sie in Büdnerstellen umgewandelt.
Der bäuerliche Anteil an den Äckern war im Laufe der Jahrhunderte stetig gesunken. Die Erfassung von 1939 wies Folgendes aus: 1 Betrieb mit über 100 ha (Gut Falkenrehde), 1 Landwirt mit 20–100 ha, 4 mit 10–20 ha, 2 mit 5–10 ha und 11 mit 0,5–5 ha. Die Bodenreform in der SBZ enteignete 1947 die Hohenzollern. Von den insgesamt 922 ha wurden 790 ha an 151 Nutzer vergeben, darunter 63 Flüchtlinge, 45 nichtlandwirtschaftliche Arbeiter und Angestellte, 36 landlose Bauern und Landarbeiter sowie 7 landarme Bauern. Die Gründung der ersten Landwirtschaftlichen Produktionsgenossenschaft erfolgte 1953. Aus den 1960 noch drei Betrieben ging die LPG Pflanzenproduktion hervor. Sie baute auf 4070 ha ertragreichen Böden Getreide (einschließlich Mais) und Zuckerrüben an.
Nach 1945 wurden nördlich des Dorfausgangs und im Ortsteil Neu Falkenrehde neue Wohnhäuser errichtet. Im Jahr 1987 ging in Falkenrehde der letzte Klappenschrank der Deutschen Post der DDR außer Betrieb.
Am 26. Oktober 2003 wurde Falkenrehde im Zuge der Gemeindegebietsreform des Landes Brandenburg ein Ortsteil der Stadt Ketzin/Havel.

### Debatte über möglichen Kietz in Falkenrehde
Das Landbuch der Mark Brandenburg von 1375 vermerkte für Falkenrehde einen Kietz. Um die Stimmigkeit dieser Angabe zu überprüfen, bedurfte es eines längeren Gedankengangs:
Die Überlegungen setzten bei den Erkenntnissen des Historikers Winfried Schich an. Laut ihm waren im Dorfverzeichnis des Havellands die zwei getrennten zu einer Zeile zusammenzufassen. Somit hieß es: „Falkenrede cum vico Lyst et curia Stolp“ – Falkenrehde mit dem Kietz Leest und dem Hof Stolp. Aus Letzterem wurde später Neu Falkenrehde. Für die anderen Ortschaften ergab sich einschließlich der archäologischen Funde folgendes Bild: Seit dem 9./10. Jahrhundert existierten zwei dicht beieinander liegende slawische Siedlungen. Zwischen ihnen floss lediglich ein Arm der Wublitz und wahrscheinlich hießen beide Leest. Während des Hochmittelalters erfasste die Deutsche Ostsiedlung die Region. Das auf 38 Hufen ausgebaute Dorf West-Leest wurde in Falkenrehde umbenannt.
In Ost-Leest blieben die slawischen Strukturen zunächst erhalten. Nur die bereits bestehende Feldflur wurde zum Zwecke der Besteuerung in Hufen eingeteilt. Diese Doppelortschaften aus unmittelbar beieinander liegendem deutschen Dorf und zunächst weiterexistierender slawischer Siedlung kamen mehrfach in der Mark Brandenburg vor. Dass dies auch hier zutraf, zeigte das Dorfregister des östlichen Ortsteils:

„Leyst habet 12 mansos, super quibus habet marchio 2 servicia vasallionatus. Otto Dyreke habet 5 mansos, Cůne Huneke 41⁄2 mansos et Bart 3 mansos.“

[Ost-]Leest hat 12 Hufen, über welche der Markgraf hat 2 Vasallendienste. Otto Diereke hat 5 Hufen, Kuno Hudeke 41⁄2 Hufen und [Otto] Bart 3 Hufen.
Anhand dieser und weiterer Informationen verwies Cornelius C. Goeters ebenfalls auf die slawischen Wurzeln und die Zweiteilung der Feldflur. Der Historiker reihte die Ortschaft bei den sogenannten 12-Hufen-Dörfern ein (die Betonung lag hier auf Dorf). Allerdings ergab das Zusammenrechen der 2 Ritterhöfe und des 3. Hofs 121⁄2 Hufen. Einen Kietz kennzeichnete das Fehlen von Hufenland sowie die (ursprünglich) für eine Burg zu erbringenden Feudalabgaben (meist Fische) und Frondienste. Ost-Leest besaß aber ein Hufenland und stand in keiner Abgaben- und Dienstbeziehung zu einer Burg. Hingegen zahlte Falkenrehde alias West-Leest laut Burgregister 78 Böhmische Groschen an die Burg Spandau. Felix Escher nahm an, dass es sich dabei um die Umwandlung von Frondiensten handelte.
Zusammenfassend ließ sich sagen: Mit Kietz Falkenrehde meinte das Landbuch Ost-Leest. Dieses war seiner Struktur nach klar ein Dorf. Demnach gab es in Falkenrehde keinen Kietz.

## Einwohnerentwicklung
Anno 1624 wohnten hier 13 Vollbauern, 14 Kossäten, 1 Schäfer, 11⁄2 Paar Schäferknechte als Büdner, 1 Gutsherr und 1 Pfarrer, dazu kamen Familien- und Haushaltsangehörige. Die Zählung im Jahr 1708 erfasste 11 Vollbauern, 4 Kossäten, 7 Büdner, 1 Schmied, 1 Pachtschäfer und 1 Kuhhirten, nicht genannt der Gutsherr und Pfarrer.
| Jahr | Einwohner |
| ---- | --------- |
| 1772 | 265       |
| 1800 | 316       |
| 1817 | 286       |
| 1838 | 368       |
| 1840 | 368       |
| 1858 | 428       |
| 1875 | 545       |
| 1890 | 651       |
| 1895 | 558       |
| 1910 | 667       |

| Jahr | Einwohner |
| ---- | --------- |
| 1925 | 680       |
| 1933 | 544       |
| 1939 | 535       |
| 1946 | 744       |
| 1950 | 797       |
| 1964 | 660       |
| 1971 | 699       |
| 1981 | 625       |
| 1985 | 601       |
| 1989 | 604       |

| Jahr | Einwohner |
| ---- | --------- |
| 1990 | 590       |
| 1991 | 588       |
| 1992 | 616       |
| 1993 | 620       |
| 1994 | 623       |
| 1995 | 626       |
| 1996 | 635       |
| 1997 | 680       |
| 1998 | 721       |
| 1999 | 746       |

| Jahr | Einwohner |
| ---- | --------- |
| 2000 | 779       |
| 2001 | 831       |
| 2002 | 856       |

Es gilt zumeist der Gebietsstand des jeweiligen Jahres, bis 1928 Dorf- plus Gutsbezirk, 1925 mit Vorwerk Weinberg und Neu Falkenrehde.

## Kultur und Sehenswürdigkeiten

### Bauwerke
Das Ortsbild zeigt weiterhin die Merkmale eines Gutsdorfs. Zum Gutshof am Nordende gehören Arbeiterreihenhäuser. Sie stehen beiderseits der von drei Baumreihen geprägten Dorfstraße. Das Pfarrhaus und einige der Büdnerhäuser weisen die Architektur der preußischen Landbauschule auf (Dorfstraße 7, 37, 40 und 42, besonders das Fachwerkhaus Dorfstraße 18 sowie das stattliche Haus Dorfstraße 19).
- Die Dorfkirche Falkenrehde wurde um 1750 als rechteckiger, verputzter Saalbau mit gerader, geschlossener Ostwand errichtet. Bei der baulichen Veränderung um 1910 erhielt sie im Nordosten einen Kirchturm. Im Westen zeigen sich Reste eines weiteren Turms. In den Kirchhof führt das Friedhofsportal mit schmiedeeisernen Gittern (nach 1806). Zu den Besonderheiten gehört der Grabstein von 1776 für Hermann Christoph. Die Grabstätte der Familie Mankiewicz (erstes Drittel des 20. Jahrhunderts) schmücken Skulpturen.[4][40]

- Der Gutshof Falkenrehde hatte Vorgängerbauten als um 1700 die Adelsfamilie von Weiler ein dreiflügeliges Gutshaus errichtete. 1735 erwarben die Hohenzollern das Rittergut, in deren Eigentum blieb es bis 1945. Sie verpachteten oder setzten Amtsmänner zur Verwaltung ein. Zu Anfang des 19. Jahrhunderts vernichteten Brände die alten Gebäude. Das Guts- oder Amtshaus und die Wirtschaftsgebäude entstanden danach neu, ersteres in backstein-neugotischen Formen. Nach 1945 zog eine Maschinen- und Traktorenstation, 1960 die Landwirtschaftliche Produktionsgenossenschaft ein. Teile der Anlage blieben bis heute erhalten, darunter das Guts- und das Brennhaus.[41][4]

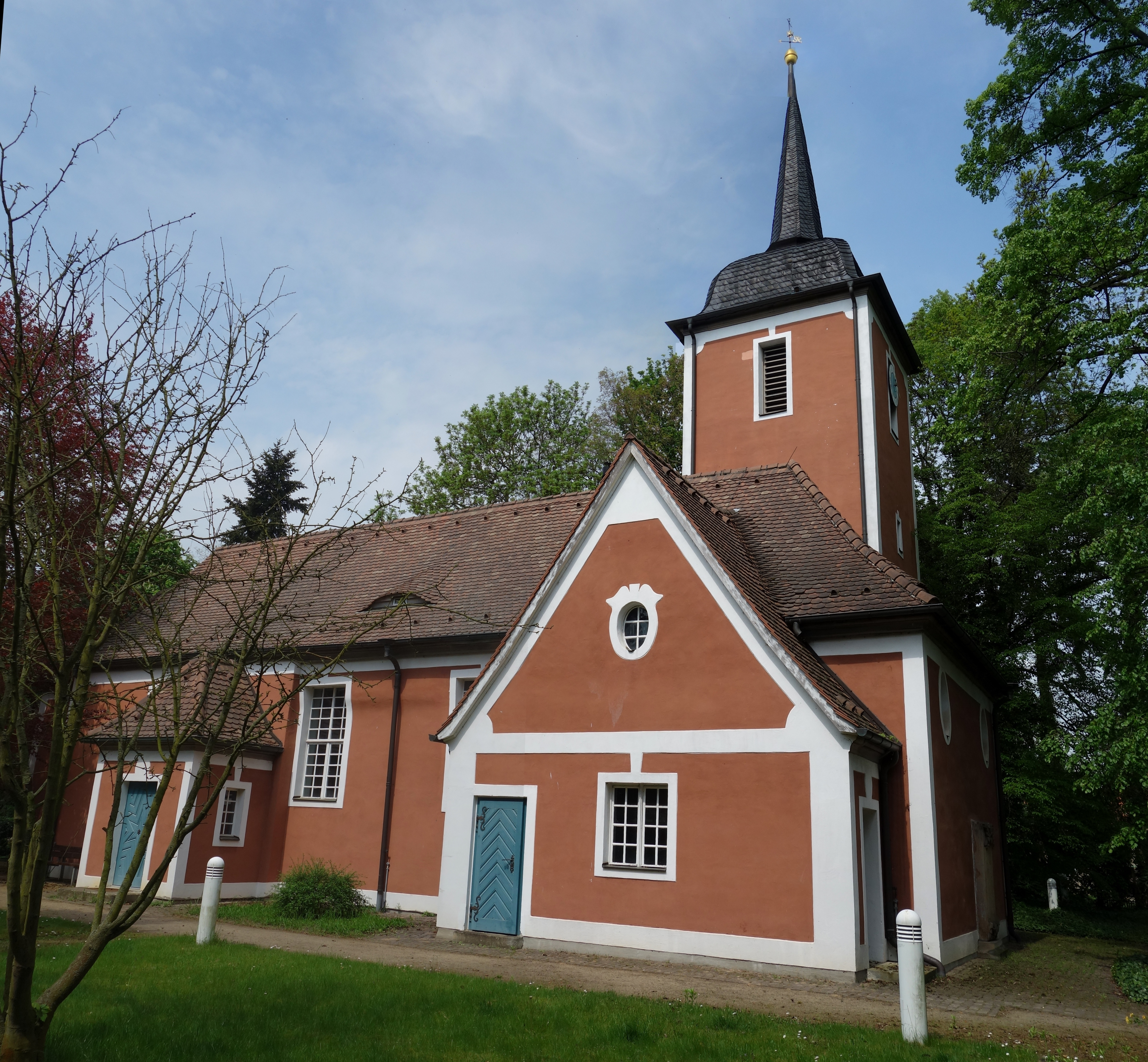
Dorfkirche
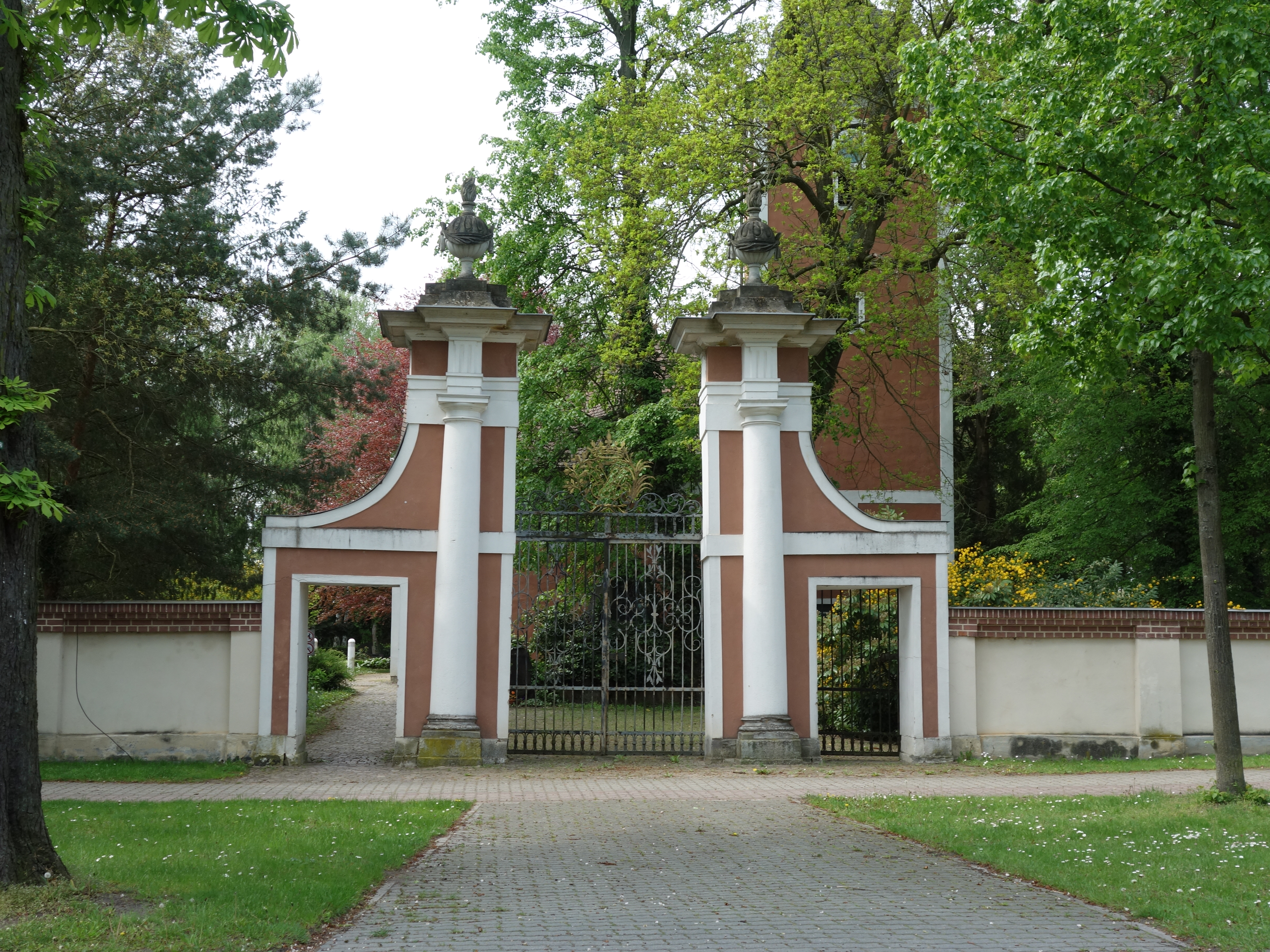
Kirchhofsportal
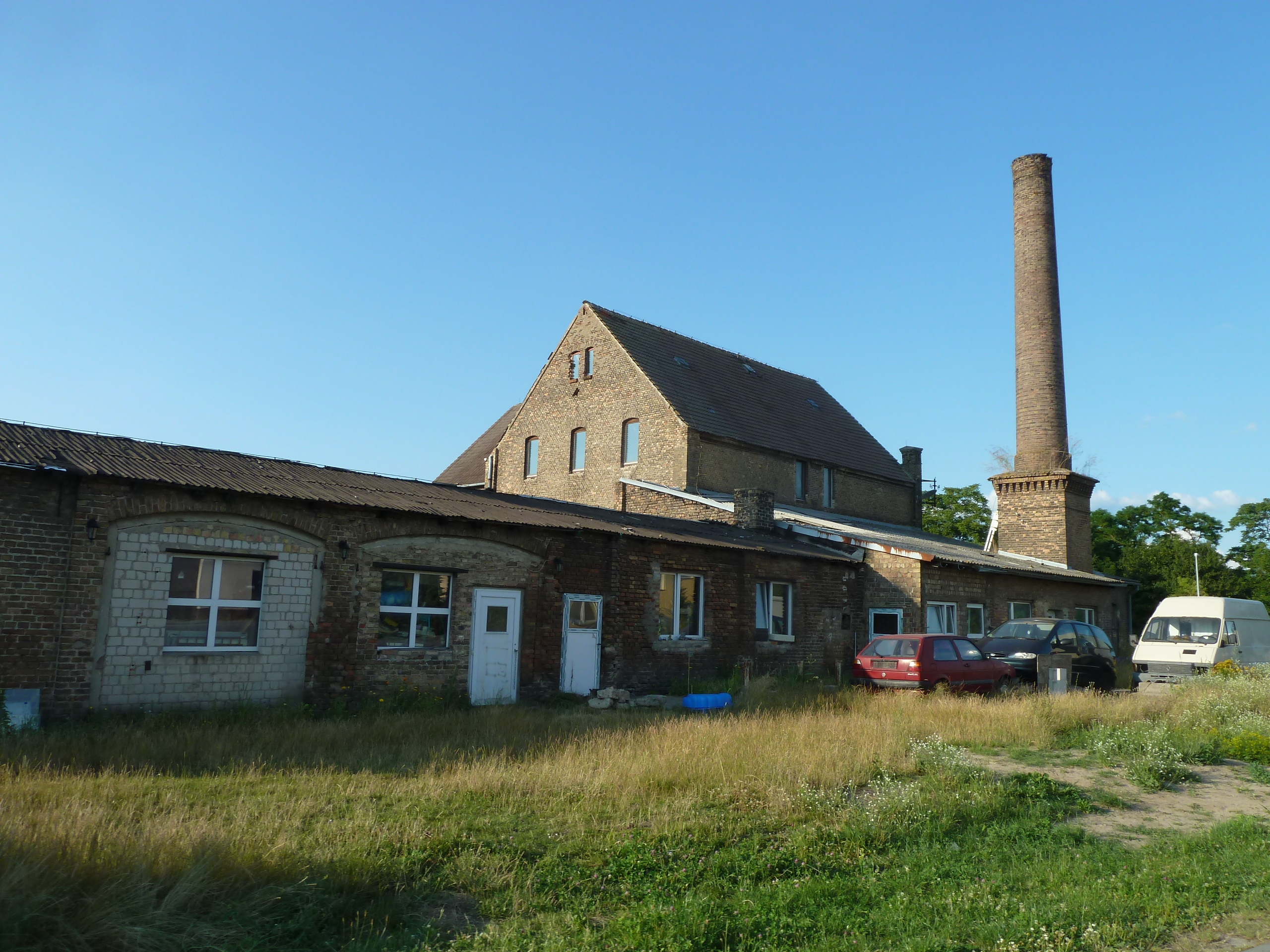
Brennhaus

## Wirtschaft und Infrastruktur

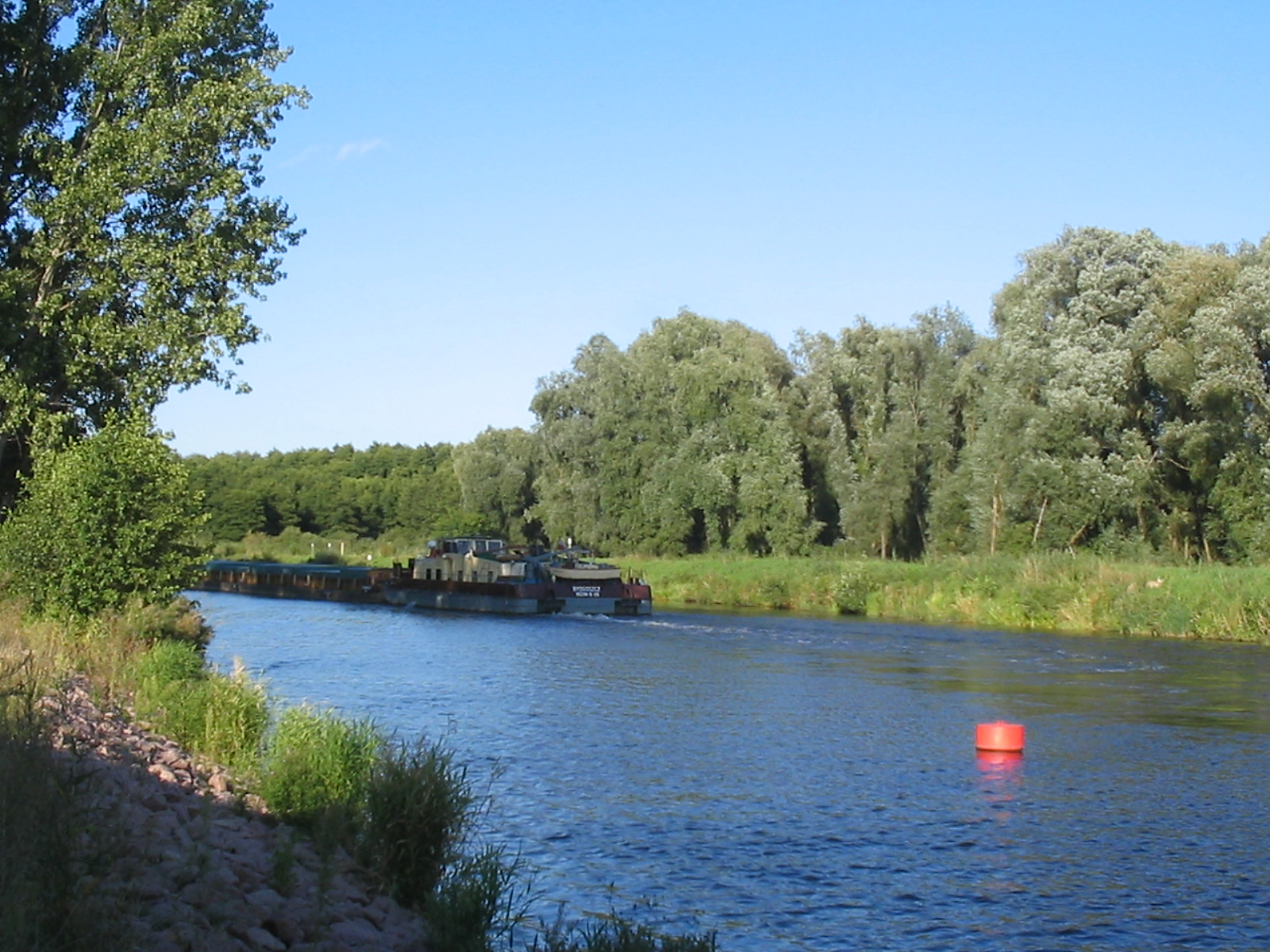
Havelkanal bei Falkenrehde

### Unternehmen
Erstmals 1745 und letztmals 1894 wurde eine Windmühle erwähnt. Der Weinberg nördlich der Ortslage wurde von 1839 bis vor 1886 entsprechend genutzt. Die Weinbaufläche umfasste 6,8 Morgen. Das berlinische Unternehmen Späth gründete 1917 in Ketzin eine erfolgreiche Baumschule. In Falkenrehde betrieb es 200 Morgen.

### Bildung
Die Falkenrehder besuchen die Schulen in Ketzin.

### Verkehr
Seit 1873 verband eine Kreischaussee Falkenrehde mit Ketzin.
Durch die Ortschaft verläuft die Landesstraße L 204, sie war bis zur Herabstufung am 1. Januar 2006 die Bundesstraße . Etwa 3 km südlich liegt der Anschluss Potsdam-Nord (AS 25) der Bundesautobahn .
Die Verkehrsgesellschaft Havelbus bietet im Rahmen des ÖPNV in Falkenrehde zwei Buslinien an. Die Linie 614 fährt nach Potsdam, Ketzin und Gutenpaaren, die Linie 650 nach Nauen und Potsdam.

## Persönlichkeiten
- Ernst Gallin (* 1901; † 1945), Pfarrer in Falkenrehde und im KZ Dachau (als KZ-Häftling)
- Johann Heinrich Lehnert (* 1782; † 1848), Pfarrer in Falkenrehde, Schriftsteller
- Ernst Bernhard von Weiler (* 1620; † 1693), Gutsherr zu Falkenrehde, Begründer der brandenburgischen Artillerie

## Anmerkung
1. ↑  
Laut dem entsprechenden Wikipedia-Artikel gilt der Feldhamster seit 2015 im Land Brandenburg als ausgestorben.